# حق فراموش‌شدن
حق فراموش‌شدن (به انگلیسی: Right to be forgotten) یعنی اینکه هر فردی بتواند درخواست کند اطلاعات شخصی‌اش از اینترنت یا موتورهای جست‌وجو حذف شود، به‌ویژه اگر آن اطلاعات قدیمی، نادرست یا آسیب‌زننده باشد و دیگر ضرورتی برای ماندنش وجود نداشته باشد. این حق بیشتر برای حفظ حریم خصوصی و آبروی افراد به‌کار می‌رود.
حق فراموش‌شدن در رابطه با حریم خصوصی مطرح می‌شود و اطلاعاتی را که موتورهای جستجوی وب اینترنتی همانند گوگل در معرض دید دیگران قرار می‌دهند، دربرمی‌گیرد.
یک دادگاه عالی اتحادیه اروپا قانونی را به بررسی گذاشته که بنا به آن، کسانی که از اینترنت استفاده می‌کنند «حق فراموش‌شدن» دارند. در صورت تصویب این قانون افراد می‌توانند از گوگل و… بخواهند اطلاعات‌شان را حذف کنند تا در معرض دید دیگران قرار نگیرد.
پیشینه صدور حکم دادگاه اروپایی به دعوای حقوقی شهروندی اسپانیایی بازمی‌گردد. نام او در مقاله‌ای مطبوعاتی از ۱۵ سال پیش، در پیوند با مزایده‌ای به میان آمده بود.
این شهروند اسپانیایی با مراجعه به دادگاه از روزنامه اینترنتی مربوط خواسته بود که مقاله دربردارنده نام او حذف شود. اما تلاش حقوقی او شکست خورده بود.
به همین دلیل او کوشیده بود از راه قانونی گوگل را وادار کند که مطلب مربوط به وی را به‌عنوان نتیجه جستجوی نامش در اینترنت، نشان ندهد. دیوان دادگستری اتحادیه اروپا به این خواسته حق داده‌است.
گوگل در پاسخ به حکم دادگاه عالی اروپا خدمتی تازه راه‌اندازی کرده‌است که به شهروندان محدوده اروپا اجازه می‌دهد درخواست حذف اطلاعات شخصی خود از این موتور جستجوی وب را مطرح کنند. لری پیج، مدیرعامل گوگل به فایننشیال تایمز گفته‌است اگرچه گوگل به حکم دادگاه تمکین کرده‌است اما این اقدام ممکن است روند نوآوری در اینترنت را مختل کند. این قانون جدید از سوی حکومت‌های سرکوب‌گر با استقبال روبرو خواهد شد.
برخی که نگران خدشه‌دارشدن حق آزادی بیان هستند این پرسش را مطرح کرده‌اند که آیا قانون حق فراموش‌شدن، نوعی سانسور نیست و نمی‌تواند تاریخ را هم از بین ببرد؟ آیا در آینده صاحبان قدرت نمی‌توانند این یا آن گزارش و روایت را در مورد عملکرد خودشان از اینترنت حذف کنند؟

## حق فراموش‌شدن و آزادی رسانه‌ای ویکی‌پدیا
در سال ۱۹۹۳ میلادی، دو برادر به نام‌های ولفگانگ ورل (به آلمانی: Wolfgang Werlé) و مانفرد لوبر (به آلمانی: Manfred Lauber) به اتهام قتل والتر سدلمایر (به آلمانی: Walter Sedlmayr) هنرپیشه آلمانی، هر یک به ۱۴ و ۱۵ سال زندان محکوم شدند. این دو پس از آزادی از زندان (در سال‌های ۲۰۰۷ (ورل) و ۲۰۰۸ (لوبر)) از جمعی از رسانه‌ها از جمله روزنامه آلمانی در اشپیگل و دانشنامه انگلیسی ویکی‌پدیا به‌دلیل قراردادن اسامی‌شان در مقالاتی که آنان را قاتل توصیف کرده بودند به دادگاه شکایت بردند. دانشنامه ویکی‌پدیا نپذیرفت که این اسامی را حذف کند و چنین عملی را مغایر با آزادی رسانه‌ای ویکی‌پدیا دانست.
خیلی پیش از این ماجرا (در سال ۱۹۷۳ میلادی) براساس تصمیم دادگاه آلمان، افراد حق داشتند پس از گذراندن دورهٔ مجازات خود درخواست کنند سوابق سوءشان جایی گزارش نشود؛ بنابراین سال ۲۰۰۸ میلادی، دادگاهی در هامبورگ موافقت کرد که اسم بردن از ولفگانگ ورل و مانفرد لوبر در مقالات بایگانی تجاوز به حریم و حقوق فردی آنان به‌حساب آمده و دستور داد این اسامی حذف شوند. از این رو، ویراستاران آلمانی ویکی‌پدیا این اسامی را از ویکی‌پدیای آلمانی حذف کردند.
اما در سال ۲۰۰۹ میلادی، دادگاهِ قانون اساسی آلمان استدلال کرد که چنین حذفی سبب ایجاد محدودیت بر آزادی مطبوعات که مورد حمایت قانون اساسی است می‌شود و بنابراین ورل و لوبر باید درجاتی از نفوذ به حریم شخصی خود را بپذیرند. این تصمیم به این دلیل اتخاذ شد که حذف‌کردن این اطلاعات از همه بایگانی‌ها بار مالی سنگینی بر دوش ویکی‌پدیا قرار می‌داد. پس از رأی نهایی دادگاه، ویکی‌پدیای آلمانی مجدداً این اسامی را در صفحه خود قرار داد.

## پروژه متن باز و غیر انتفاعی «حق فراموش شدن»
یکی از پروژه‌های ایرانی در رابطه با حق فراموش‌شدن، پروژهٔ متن‌باز و غیرانتفاعی «حق فراموش‌شدن» به آدرس https://rtbf.ir/ است. این پروژه برای کاربران فارسی‌زبان طراحی شده و به آن‌ها کمک می‌کند تا حساب‌های کاربری خود را در سرویس‌ها و شبکه‌های اجتماعی مختلف حذف یا غیرفعال کنند. هدف از این پروژه، آگاهی‌بخشی در زمینهٔ حریم خصوصی و حمایت از حقوق دیجیتال کاربران است.